# VIDgital
 (janvier 2024).
Si vous disposez d'ouvrages ou d'articles de référence ou si vous connaissez des sites web de qualité traitant du thème abordé ici, merci de compléter l'article en donnant les références utiles à sa vérifiabilité et en les liant à la section « Notes et références ».
 (janvier 2024).
VIDgital, (anciennement VID) est une société de production télévisuelle russe, anciennement soviétique, fondée en 1987.

## Émissions
VID est surtout connu pour avoir produit les émissions de télévision Wait For Me (en russe : Жди меня, Jdi menya), conçues pour aider les gens à retrouver leurs proches, et Pole Tchudes (ru), qui est une version russe populaire de Wheel of Fortune. L'entreprise est également célèbre pour son logo « brut et terrifiant », tant sonore que visuel. Ce logo a suscité de nombreuses plaintes de la part de parents et de jeunes enfants, qui le trouvaient « terrifiant à voir », d'autant plus qu'il précédait également les titres pour enfants. Récemment, ce logo a suscité beaucoup d'attention sur Internet en raison de sa « rareté ».